# Aliđerce
Aliđerce (en serbe cyrillique : Алиђерце ; en albanais : Geraj) est une localité de Serbie située dans la municipalité de Preševo, district de Pčinja. En 2002, elle comptait 1 033 habitants, dont une majorité d'Albanais.
Aliđerce est officiellement classé parmi les villages de Serbie.
En septembre 2011, l'assemblée des députés albanais de Preševo, Bujanovac et Medveđa a incité les Albanais de Serbie à boycotter le recensement prévu pour le mois d'octobre de cette année-là ; de ce fait, aucun chiffre de population n'a été communiqué pour les localités de la municipalité de Preševo.

## Démographie

### Évolution historique de la population
| 1948 | 1953 | 1961 | 1971 | 1981 | 1991  | 2002  |
| ---- | ---- | ---- | ---- | ---- | ----- | ----- |
| 539  | 615  | 677  | 801  | 952  | 1 072 | 1 033 |

|  |

En 2012, la population d'Aliđerce était estimée à 998 habitants.